# 范琪斐
范琪斐（1965年10月15日—），台灣新聞工作者。曾任傳訊電視、TVBS新聞台、三立新聞台等台灣媒體駐美記者二十餘年。於2018－2021年4月在寰宇新聞台主持《范琪斐的寰宇漫遊》，2019年11月起為網路平台LINE TODAY上製作國際新聞節目《TODAY 看世界》。並在個人YouTube頻道「范琪斐的美國時間」上有網路節目《斐姨所思》談國際新聞。2021年錄製Podcast《說故事的人》。曾於2021年10月18日至12月31日主持三立iNEWS《WOW!斐姨所思》。

## 生平
范琪斐出生於台北市。父親的職業是法院書記官，母親為法院職員，育有三個兒女。爺爺姓甘，父親從奶奶的范姓。
范琪斐就讀臺北市立第一女子高級中學。畢業於東吳大學法律系後，原本想從事證券交易，剛巧遇到報社成立釋出職缺，而轉投入記者行列。她說：「我大學畢業時報禁解除，所以第一份工作就是記者。」工作一年後，她進修紐約大學傳播研究所，還沒畢業時又逢有線電視解禁，順利踏入電視台，一做至今。派駐美國期間，范琪斐專訪過無數名人，包括李察吉爾、安潔莉納裘莉、達賴喇嘛。

## 相關事件
2009年2月，范琪斐作为TVBS新聞台駐紐約記者在扁家洗錢案後跟拍陳幸妤，引起陳幸妤發飆、破口大罵。范琪斐後來抢得陳幸妤专访，獲得TVBS新聞部「馬上獎」獎金肯定；但因她在部落格上针对有美國公民身分的中天新聞台華府特派員臧國華在采访过程騷擾陳幸妤的行為，一句「可不可以不要再讓臧國華這個『大陸人』，一再的讓我覺得身為台灣媒體的一員好丟臉」被質疑地域歧視，因此被TVBS記了一支小過。臧國華表示，他不在意自己被范琪斐說是「大陸人」，「我是美國公民，朋友中六成是台灣人，統派、獨派都有。我尊重朋友的政治立場，重要的是為人。」2009年2月8日，范琪斐在報稿時已出現情緒性批評臧國華字眼並立即播出，TVBS隨後已不再播出這則稿子；TVBS發言人張維銘表示，范琪斐部落格原文用詞不當，超越新聞工作者私領域討論範圍，TVBS會請她向臧國華致歉。2009年2月9日，范琪斐修改部落格原文，文末註明：「本文第一次刊登時，有些文字可能有冒犯到大陸的朋友們，謹此致歉。不當之處，我已刪除。其餘文字，立場不變；尤其有關採訪的部分，我絕不道歉。」
2020年，范琪斐經營的Facebook粉絲專頁「范琪斐的美國時間」在2020年美國總統大選期間與百靈果News、敏迪選讀、美國國會台灣觀測站（今美國台灣觀測站）等人合作，在網路募資平台嘖嘖發起募資，對美選議題進行深度報導，最終獲得約新台幣138萬元的募款。
2020年，范琪斐因個人自由派政治傾向強烈，引起唐納·川普支持者不滿，紛紛到范琪斐的粉絲專頁下留言、洗版。范琪斐與製作團隊曾在臉書上發表一篇比中指的照片，被認為是暗喻對酸民們比中指，而引起爭議。事發後，范琪斐於臉書上公開道歉。 
2023年10月14日，受台灣第5屆走鐘獎之邀，擔任頒獎嘉賓。在台上直接暴走表示，自己報名了30個獎項沒有一項入圍，並點名知名youtuber張志祺(志祺七七)割雙眼皮、YouTuberJoeman與7-Eleven統一超商合作聯名的飯糰難吃；引起網路上熱議。

## 個人生活
范琪斐在紐約相識美籍墨西哥裔醫生Roberto，綽號「蘿蔔頭」，兩人2004年結婚。2018年，他應范琪斐的意願，結束工作陪她回臺灣，以繪畫作為生活重心。來台前由范琪斐為他取漢名「范波」，他特意要求自己與妻子同姓。2024年8月2日，范琪斐在YouTube上宣布因生活規畫不同、第三者等因素將與Roberto分手。

## 著作
- 范琪斐，《買槍，養馬，呼大麻：范琪斐的美國時間》，時報文化2016年初版，ISBN 978-9571365657

## 外部連結
- 范琪斐的Facebook專頁
- 范琪斐的Facebook專頁
- YouTube上的范琪斐頻道
- YouTube上的TODAY看世界頻道
- udn網路城邦范琪斐部落格 （页面存档备份，存于）